# Avril 1837

## Événements
- 1er avril, France : loi qui détermine l'autorité des arrêts de la Cour de cassation après deux pourvois.
- 15 avril, France : deuxième ministère Molé.
- 25 avril, France : Meunier est condamné à mort par la Chambre des pairs. Louis-Philippe commuera la peine en bannissement.

## Naissances
- 1er avril : Edmond Fuchs (mort en 1889), géologue et ingénieur français.
- 5 avril : Léon de Rosny (mort en 1914), ethnologue et linguiste français.
- 25 avril : Emma Valladon dite « Thérésa », chanteuse, première vedette du café-concert.
- 27 avril : Paul Albert Gordan (mort en 1912), mathématicien allemand.
- 28 avril : Henry Becque, dramaturge français.
- 29 avril : Georges Boulanger, général et homme politique français.

## Décès
- 27 avril : Nicolas Deyeux (né en 1745), chimiste français.